# Rhexénor (père de Chalciope)
Pour les articles homonymes, voir Rhexénor.
Dans la mythologie grecque, Rhexénor est le père de Chalciope (la deuxième femme d'Égée).

## Source antique
- Pseudo-Apollodore, Bibliothèque [détail des éditions] [lire en ligne] (III, 15, 6).